# Scheibenwaschwasser

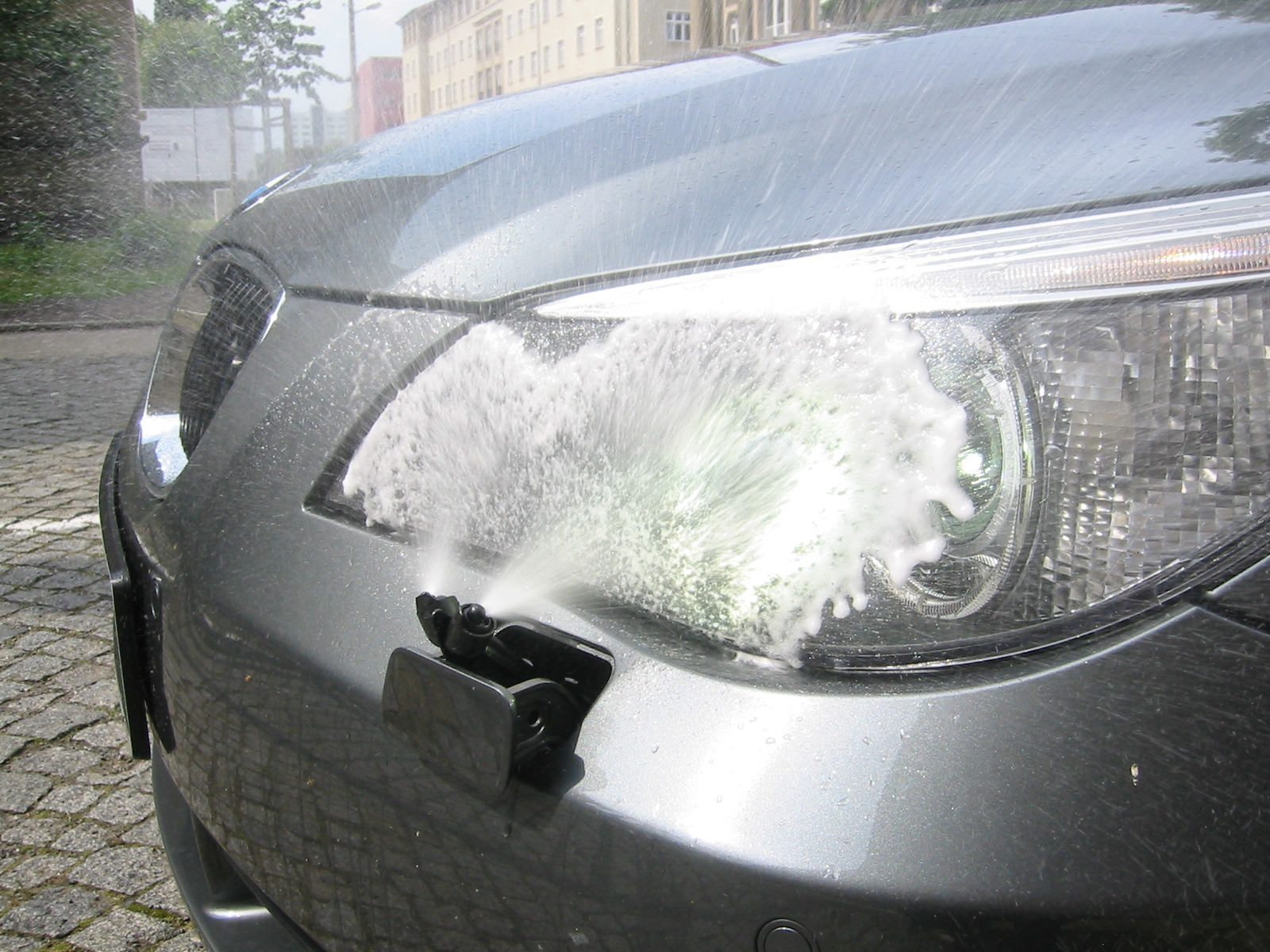
Scheibenwaschwasser bei einer Scheinwerferreinigungsanlage (BMW)

Scheibenwaschwasser oder Scheibenwischwasser ist ein wasserbasiertes Gemisch zur Reinigung der Windschutzscheibe oder der Frontleuchteinheiten (hauptsächlich Scheinwerfer) von Fahrzeugen mithilfe einer Scheibenwaschanlage. Bei Fahrzeugen mit Schräg- oder Steilheck kommt es auch an der Heckscheibe zum Einsatz.
Scheibenwaschwasser hat in einer der jeweiligen Jahreszeit angepassten Zusammensetzung eine wichtige Funktion für die Verkehrssicherheit. Sein Einsatz verhindert unter anderem die Schmierfilmbildung bei plötzlich auftreffenden Niederschlägen auf verschmutzen Scheiben im Sommerhalbjahr. Im Winter verhindern Frostschutzzusätze das Vereisen der Scheiben. Daneben ermöglicht es eine regelmäßige Reinigung der Fahrzeugscheibe, ohne dass der Fahrzeugführer das Fahrzeug verlassen muss. Dadurch werden beispielsweise Gefahren wie Blendungen durch Lichtreflexe minimiert. In Deutschland war es von 2006 bis zur Novelle der Straßenverkehrsordnung im Jahre 2013 gesetzlich festgelegt, dass das Scheibenwaschwasser Frostschutzmittel enthalten muss. Ein Nichtbeachten hatte ein Verwarnungsgeld von 20 Euro zur Folge.
Im Sommer wird ein spezieller, für diesen Einsatzzweck entwickelter Zusatz beigegeben, der für die Beseitigung von Insekten optimiert ist, im Winter alkoholhaltiges Frostschutzmittel (z. B. 2-Propanol und Spiritus, der allerdings einen sichtbehindernden Schmierfilm hinterlässt). Spülmittel sollte dem Scheibenwaschwasser in keinem Fall beigemengt werden. Es wirkt nur schwach gegen Dieselruß und Insekten, ist erst bei Temperaturen richtig wirksam, die Scheibenwaschwasser im Normalfall kaum erreicht, und kann zudem Schäden an Lack- und Kunststoffteilen verursachen. Selbstgemischtes Scheibenwaschwasser für den Winter lohnt sich aufgrund des Preisnachteils gegenüber den Fertigkonzentraten eher nicht. Im Frühjahr sollte das Winterkonzentrat durch Sommerkonzentrat ersetzt werden.
Im Handel sind Konzentrate oder Fertigmischungen erhältlich. Das Scheibenwaschwasser wird meist über einen Kunststoffbehälter im Motorraum mittels elektrisch betriebener oder, bei älteren Fahrzeugen, mechanisch per Fuß betriebener Pumpe zu den Düsen unter der Windschutzscheibe gepumpt oder per Druckluft gedrückt. Dies geschieht nur nach mechanischer Betätigung des entsprechenden Schalters. Die Bedienung erfolgt in der Regel über einen Lenkstockschalter. Bei einigen Fahrzeugen werden auch Bedienungssatelliten oder Schalter neben dem Anzeigeinstrumenteneinsatz eingesetzt. Die Verteilung erfolgt durch die zumeist automatisiert gleichzeitig ausgelöste Wischerbetätigung.